# Time Fades Away
 (octobre 2020).
Si vous disposez d'ouvrages ou d'articles de référence ou si vous connaissez des sites web de qualité traitant du thème abordé ici, merci de compléter l'article en donnant les références utiles à sa vérifiabilité et en les liant à la section « Notes et références ».
Albums de Neil Young
Journey Through the Past
(1972) On the Beach
(1974)
Time Fades Away est un album live du chanteur et guitariste canadien Neil Young sorti en 1973 qui rassemble des titres qui n'avaient pas été publiés auparavant.

## Historique
Cet album était resté, jusqu’en 2022, un des seuls (avec Journey Through the Past) albums de Neil Young non édité en CD.
Un groupe de fans a lancé une pétition en 2005 dans le but d'obtenir une diffusion plus large d'un disque qu'ils considèrent comme essentiel. Au 13 octobre 2008, celle-ci recueillait plus de 96 880 signatures.
L'album constitue le premier volet d'une trilogie sombre et désespérée, dont les deux autres sont les classiques Tonight's the Night et On the Beach.

## Titres

### Face A
1. Time Fades Away – 5:36  Enregistré au Myriad d'Oklahoma City
2. Journey Through The Past – 3:19  Enregistré au Public Hall de Cleveland
3. Yonder Stands The Sinner – 3:17  Enregistré au Coliseum de Seattle
4. L.A. – 3:11  Enregistré au Myriad d'Oklahoma City
5. Love In Mind – 1:58  Enregistré à Royce Hall UCLA

### Face B
1. Don't Be Denied – 5:16  Enregistré au Coliseum de Phoenix
2. The Bridge – 3:05  Enregistré au Memorial Auditorium de Sacramento
3. Last Dance – 8:47  Enregistré au Sports Arena de San Diego

tous les morceaux sont composés par Neil Young

## Musiciens
D'après le livret inclut avec l'album : 
- Neil Young – chant, guitare (1, 3, 4, 6, 8), basse (4), piano (2, 5, 7), harmonica (1, 7)
- Ben Keith – guitare pedal steel (4, 6, 8), guitare slide (1, 3), chœurs (1)
- David Crosby – guitare (3), chant (3, 8)
- Tim Drummond – basse (1, 3, 6, 8)
- Jack Nitzsche – piano (1, 3, 4, 6, 8), chœurs (6)
- Graham Nash – orgue, chant (8)
- Johnny Barbata – batterie (1, 3, 4, 6, 8)

### Source
- (en) Cet article est partiellement ou en totalité issu de l’article de Wikipédia en anglais intitulé « Time Fades Away » (voir la liste des auteurs).